# 第28回アジア自転車競技選手権大会
第28回アジア自転車競技選手権大会（だいにじゅうはちかい あじあじてんしゃきょうぎせんしゅけんたいかい）は、2008年4月10日から4月13日まで、奈良競輪場でトラックレースが開催され、同年4月15日から4月17日まで、奈良市と山添村に位置する布目ダムを周回するコースでロードレースが開催された。
また、第15回アジア・ジュニア自転車競技選手権大会（だいじゅうごかい あじあじゅにあじてんしゃきょうぎせんしゅけんたいかい）がトラック・ロード両部門とともに、同一日程で行われた。

## レース結果

### トラックレース
| 種目:                | 金:                                                                  |                 | 銀:                                                                                 |                 | 銅:                                                                                            |                 |
| 男子エリート種目     |                                                                      |                 |                                                                                     |                 |                                                                                                |                 |
| 個人追い抜き         | ホセイン・ナテギ イラン                                              | 4分47秒971      | アレクセイ・コレソフ カザフスタン                                                   | 4分51秒026      | キム・ドンフン 韓国                                                                            |                 |
| オムニアム           | ウ・プフン · チャイニーズタイペイ                                    | 10ポイント      | アレクセイ・リャルコ カザフスタン                                                   | 17ポイント      | 郭灝霆 香港                                                                                    | 18ポイント      |
| チームスプリント     | ツァン・チャン タン・キィ 李文浩 中国                                | 1分01秒640      | アジズル・ハスニ・アウァン モド・リザル・ティシン モド・エドルス・ユヌス マレーシア | 1分02秒033      | 長塚智広 永井清史 新田祐大 日本                                                                |                 |
| スクラッチ           | 角令央奈 日本                                                        |                 | テムール・ムハマドフ ウズベキスタン                                                 |                 | リー・ウェイチャン · チャイニーズタイペイ                                                      |                 |
| 団体追い抜き         | リー・ウェイ チュー・シュエロン チェン・リービン マー・テン 中国     | 4分20秒236      | アミル・ザルガリ モスタファ・レゾイ メディ・ソラビ ホセイン・ナテギ イラン          | 4分20秒848      | 飯島誠 盛一大 角令央奈 川西貴之 日本                                                           |                 |
| ケイリン             | アジズル・ハスニ・アウァン マレーシア                                |                 | 永井清史 日本                                                                       |                 | チョイ・ラソン 韓国                                                                            |                 |
| ポイント             | イリヤ・チェルニショフ カザフスタン                                  | 23ポイント      | 盛一大 日本                                                                         | 22ポイント      | ヴァディム・シャエホフ ウズベキスタン                                                          | 19ポイント      |
| 1kmタイムトライアル  | モド・リザル・ティシン マレーシア                                    | 1分04秒345      | 李文浩 中国                                                                         | 1分04秒940      | 新田祐大 日本                                                                                  | 1分05秒223      |
| マディソン           | ワン・カンポ 郭灝霆 香港                                             | 20ポイント      | ヴァディム・シャエホフ テムール・ムハマドフ ウズベキスタン                          | 11ポイント      | シン・ドンヒュン リ・チャンウ 韓国                                                             | 10ポイント      |
| 個人スプリント       | アジズル・ハスニ・アウァン マレーシア                                | 11秒093 11秒228 | チョイ・ラソン 韓国                                                                 |                 | タン・キィ 中国                                                                                |                 |
| 女子エリート種目     |                                                                      |                 |                                                                                     |                 |                                                                                                |                 |
| ケイリン             | 鄭璐璐 中国                                                          |                 | ファテア・ムスタパ マレーシア                                                       |                 | ジュタティップ・マネーファン タイ                                                              |                 |
| 個人スプリント       | 鄭璐璐 中国                                                          | 12秒655 12秒404 | 宮金傑 中国                                                                         | 12秒556         | ファン・チンイン · チャイニーズタイペイ                                                        |                 |
| スクラッチ           | 朴銀美 韓国                                                          |                 | サンティア・トルクマサ インドネシア                                                 |                 | 刁小娟 香港                                                                                    |                 |
| 500mタイムトライアル | 宮金傑 中国                                                          | 35秒187=大会新  | ファテア・ムスタパ マレーシア                                                       | 36秒155         | ファン・チンイン · チャイニーズタイペイ                                                        | 36秒473         |
| 個人追い抜き         | リ・ウェイ 中国                                                      | 3分55秒796      | ハ・ソンハ 韓国                                                                     | 3分56秒363      | リォ・ホイシン · チャイニーズタイペイ                                                          |                 |
| ポイント             | キム・ウンヒ 韓国                                                    | 31ポイント      | チャンペン・ノンタシン タイ                                                         | 22ポイント      | リー・ウェイ 中国                                                                              | 17ポイント      |
| チームスプリント     | 鄭璐璐 宮金傑 中国                                                   | 46秒992         | 蕭美玉 · ファン・チンイン · チャイニーズタイペイ                                    | 47秒655         | ユー・ジンア リー・ウンジー 韓国                                                               |                 |
| 男子ジュニア種目     |                                                                      |                 |                                                                                     |                 |                                                                                                |                 |
| 個人追い抜き         | チェ・ヒョンミン 韓国                                                | 3分36秒760      | 佐々木龍 日本                                                                       | 3分41秒655      | チャン・キンロ 香港                                                                            |                 |
| チームスプリント     | 深谷知広 雨谷一樹 古庄豊全 日本                                      | 1分04秒407      | ジョン・ハヌル キム・ヨンジン チョン・チョギョン 韓国                               | 1分06秒053      | シャオ・スーシン · リン・クワンウェイ · ファン・ポーハオ · チャイニーズタイペイ                |                 |
| スクラッチ           | メリコフ・ディミトリー ウズベキスタン                                |                 | アブドラ・モハマドスプリー マレーシア                                               |                 | 野口正則 日本                                                                                  |                 |
| 団体追い抜き         | チェ・ヒョンミン キム・ソンヒャン キム・デーウン パク・クンウー 韓国 | 4分31秒337      | 野口正則 元砂勇雪 佐々木龍 大中巧基 日本                                            | 4分31秒712      | チャサブザディ・ハムド グダルジ・オルピン チェロギ・ゴロンレゾ モハンマデトエフ・アミル イラン |                 |
| ケイリン             | 深谷知広 日本                                                        |                 | シャオ・スーシン · チャイニーズタイペイ                                             |                 | 雨谷一樹 日本                                                                                  |                 |
| ポイント             | チェ・ヒョンミン 韓国                                                | 53ポイント      | 元砂勇雪 日本                                                                       | 13ポイント      | キム・ソンヒャン 韓国                                                                          | 13ポイント      |
| 1kmタイムトライアル  | シャオ・スーシン · チャイニーズタイペイ                              | 1分07秒289      | ジョン・ハヌル 韓国                                                                 | 1分07秒596      | 森啓 日本                                                                                      | 1分09秒890      |
| マディソン           | キム・ソンヒャン パク・クンウー 韓国                                 | 20ポイント      | 野口正則 元砂勇雪 日本                                                              | 9ポイント（-1） | ユィン・チーホー チャン・キンロ 香港                                                           | 7ポイント（-1） |
| 個人スプリント       | 深谷知広 日本                                                        | 11秒142 11秒131 | 雨谷一樹 日本                                                                       |                 | ジョン・ハヌル 韓国                                                                            |                 |
| 女子ジュニア種目     |                                                                      |                 |                                                                                     |                 |                                                                                                |                 |
| ケイリン             | リー・エーチョン 韓国                                                |                 | シュ・ペイチュン · チャイニーズタイペイ                                             |                 | 近藤美子 日本                                                                                  |                 |
| 個人スプリント       | 近藤美子 日本                                                        | 棄権            | ホン・ヒョン・ジー 韓国                                                             | 降格            | 前田佳代乃 日本                                                                                |                 |
| スクラッチ           | リー・エーチョン 韓国                                                |                 | ソン・ウィジュ 韓国                                                                 |                 | 柁原彩 日本                                                                                    |                 |
| 500mタイムトライアル | 前田佳代乃 日本                                                      | 37秒487         | ホン・ヒョン・ジー 韓国                                                             | 37秒867         | シュ・ペイチュン · チャイニーズタイペイ                                                        | 39秒737         |
| 個人追い抜き         | 羅アルム 韓国                                                        | 2分34秒249      | イェリシェワ・ナタリア カザフスタン                                                 | 2分39秒052      | 近内稚明 日本                                                                                  |                 |
| ポイント             | 羅アルム 韓国                                                        | 43ポイント      | ソン・ウィジュ 韓国                                                                 | 33ポイント      | 柁原彩 日本                                                                                    | 6ポイント       |
| チームスプリント     | ホン・ヒョン・ヒー 羅アルム 韓国                                     | 49秒058         | 近藤美子 前田佳代乃 日本                                                            | 50秒558         | チャン・チャウォン · シュ・ペイチュン · チャイニーズタイペイ                                   |                 |

### ロードレース
| 種目:                | 金:                         |               | 銀:                                   |               | 銅:                                 |               |
| 男子エリート種目     |                             |               |                                       |               |                                     |               |
| 個人ロードレース     | 別府史之 日本               | 3時間50分41秒 | テムール・ムハメドフ ウズベキスタン   | 3時間50分41秒 | 宮澤崇史 日本                       | 3時間50分54秒 |
| 個人タイムトライアル | エウゲン・ワッケル キルギス | 43分03秒530   | アレクセイ・コレソフ カザフスタン     | 43分07秒550   | 新城幸也 日本                       | 43分18秒160   |
| 女子エリート種目     |                             |               |                                       |               |                                     |               |
| 個人ロードレース     | 高敏 中国                   | 3時間10分49秒 | 沖美穂 日本                           | 3時間10分49秒 | チェイ・ヘーキョン 韓国             | 3時間10分52秒 |
| 個人タイムトライアル | 李梅芳 中国                 | 23分50秒000   | リゥ・ヨングリ 中国                   | 24分23秒600   | 萩原麻由子 日本                     | 24分25秒410   |
| 男子ジュニア種目     |                             |               |                                       |               |                                     |               |
| 個人ロードレース     | 野口正則 日本               | 3時間21分40秒 | チョイ・ケイホ 香港                   | 3時間21分40秒 | チェ・ヒョンミン 韓国               | 3時間21分42秒 |
| 個人タイムトライアル | チェ・ヒョンミン 韓国       | 31分59秒460   | メリコフ・ディミトリー ウズベキスタン | 33分29秒130   | オスマン・モハマ マレーシア         | 34分26秒450   |
| 女子ジュニア種目     |                             |               |                                       |               |                                     |               |
| 個人ロードレース     | 羅アルム 韓国               | 1時間11分57秒 | ソン・ウィジュ 韓国                   | 1時間12分03秒 | リー・エーチョン 韓国               | 1時間12分11秒 |
| 個人タイムトライアル | 羅アルム 韓国               | 11分49秒960   | ソン・ウィジュ 韓国                   | 12分18秒150   | イェリシェワ・ナタリア カザフスタン | 12分27秒610   |

| アジア自転車競技選手権大会       | アジア自転車競技選手権大会                    | アジア自転車競技選手権大会       |
| -------------------------------- | --------------------------------------------- | -------------------------------- |
| 前回 （2007年度）                | 第28回アジア自転車競技選手権大会 （2008年度） | 次回（2009年度）                 |
| 第27回アジア自転車競技選手権大会 | 第28回アジア自転車競技選手権大会 （2008年度） | 第29回アジア自転車競技選手権大会 |